# بان سولاب شير محمد (مقاطعة دالاهو)
بان‌سولاب شيرمحمد (بالفارسية: بان‌سولاب شیرمحمد) هي مستوطنة تقع في قسم قلخاني الريفي (مقاطعة دالاهو) في إيران. يقدر عدد سكانها بـ 87 نسمة .